# شارون بوتالا
شارون بوتالا (بالإنجليزية: Sharon Butala)‏‏ (24 أغسطس 1940 - )؛ روائية من كندا.

## الجوائز
- ضابط وسام كندا